# Charles Othon Frédéric Jean-Baptiste de Clarac
Pour les articles homonymes, voir Clarac.
Charles Othon Frédéric Jean Baptiste de Clarac dit Charles de Clarac, né à Paris le 16 juin 1777 et mort à Paris le 20 janvier 1847, était un savant et archéologue français. Il fut conservateur des Antiquités et de la Sculpture moderne du Musée du Louvre de 1818 à sa mort.

## Biographie
Le comte Charles de Clarac émigra au début de la Révolution française, rentra en France sous le Consulat, après s'être formé par ses voyages et par ses propres forces en archéologie, en dessin, en chimie et en plusieurs langues étrangères, dont le grec ancien. Il vécut d'abord petitement à Paris de travaux de journalisme. Suivant les classes d'histoire et de littérature ancienne de l'Institut, il s'y fit remarquer et devint en 1808 précepteur des enfants du roi de Naples, Joachim Murat, qui le chargea de diriger les fouilles de Pompéi.
Rentré en France à la Restauration des Bourbons, il obtint la permission d'accompagner l'ambassade du duc de Luxembourg au Brésil en 1816 ; au retour il visita la Guyane et les Antilles. Nommé en 1818 conservateur des Antiques au musée du Louvre, il en publia en 1820 une description sur le plan défini par son prédécesseur Ennius Quirinus Visconti. Il exerçait ces fonctions quand le musée acquit la Vénus de Milo dont il fit une notice spéciale en 1821. L'édition définitive de sa Description du musée du Louvre parut en 1830. L'Académie des beaux-arts l'admit comme membre libre en 1838.
Selon son biographe Alfred Maury « Simple dans ses goûts, d'une modestie qui n'avait rien d'affecté, nullement infatué des idées nobiliaires dans lesquelles il avait été élevé, il aimait l'archéologie et les arts pour eux-mêmes : c'était un amateur dans la véritable acception du mot. »
Il a été inhumé le 23 janvier 1847 au cimetière de Montmartre 9e division, transféré le 16 février 1863 dans le caveau Thibaut.

## La forêt vierge du Brésil

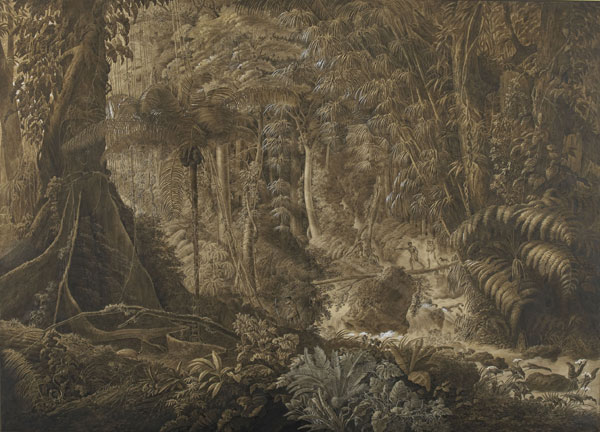
La forêt vierge du Brésil du comte de Clarac, gravé sur eau-forte par Claude-François Fortier.

Il avait accompagné en 1816, avec d'autres savants comme le naturaliste Auguste de Saint-Hilaire, la mission diplomatique du Duc de Luxembourg, que le roi Louis XVIII de France avait envoyé comme ambassadeur extraordinaire auprès du roi de Portugal, qui résidait dans la colonie brésilienne depuis 1809, ayant fui l'invasion française. Arrivée le 31 mai à Rio de Janeiro, le duc était de retour en France avant la fin de l'année. (Michaud 1819, p. 266).
Le comte de Clarac dessina au Brésil de nombreux croquis dans le but de réaliser une grande aquarelle montrant l'intérieur de la forêt primitive brésilienne. Achevée en Europe, après une étude minutieuse des plantes tropicales cultivées dans les serres du parc du château du prince Maximilian zu Wied-Neuwied, il présenta son ouvrage, la forêt vierge du Brésil, au salon de 1819. Fortier le grava sur cuivre en 70 × 42 cm en 1822 (Gabet 1831, « Fortier », p. 269). Le naturaliste Alexandre de Humboldt, qui dans son Essai sur la géographie des plantes demandait aux artistes d'aller peindre sur place la prodigieuse richesse de la végétation du Nouveau Monde, loua le chef-d'œuvre de Charles de Clarac en raison de « son sens organique du détail immanent à la totalité de la nature ». Cette œuvre a été acquise en 2004 par le département des Arts graphiques du Musée du Louvre.
La Forêt vierge du Brésil fut la seule incursion du comte de Clarac dans le domaine artistique. Pour ses ouvrages imprimés, il fit toujours appel à des dessinateurs rémunérés. Bien que selon Alfred Maury, il était très éloigné des préjugés nobiliaires, les règles écartant les nobles du travail manuel purent le dissuader de poursuivre dans cette voie. Aussi bien, la Forêt vierge du Brésil en appelle autant à la science, comme le montre le commentaire de Humboldt, qu'à l'art.

## Collection
En 1843, la ville de Toulouse acquit l'important cabinet d'antiques du comte de Clarac, composé de sculptures, petits bronzes et près de six cents vases étrusques et grecs dont certains proviennent de la collection du chevalier Edme-Antoine Durand.

## Publications
- Notices des tomes III et IV du Musée français, recueil complet des tableaux, statues et bas-reliefs, qui composent la collection nationale, avec l'explication des sujets, et des discours historiques sur la peinture, la sculpture et la gravure sous la direction de Robillard-Péronville et Pierre-François Laurent, Paris, Louis-Étienne Herhan, 1807-1809
- Catalogue du musée du Louvre (1820, révisé en 1830), incluant la Description des ouvrages de la sculpture française
- Description des ouvrages de la sculpture française, 1824
- Manuel de l'histoire de l'art, 1847, 3 volumes in-12
- Musée de sculpture antique et moderne, 1826-1855, 6 tomes en 7 volumes in-8°, avec planches in-4°, dont la publication fut terminée, d'après ses notes, par Alfred Maury et Victor Texier.

## Distinctions
- Chevalier de l'ordre royal et militaire de Saint-Louis, le 18 décembre 1814,
- Chevalier de la Légion d'honneur, le 16 janvier 1816,
- Officier de la Légion d'honneur, le 9 novembre 1826[4],
- Ordre de Sainte-Anne.

## Sources
- Marie-Nicolas Bouillet  et Alexis Chassang (dir.), « Charles Othon Frédéric Jean-Baptiste de Clarac » dans Dictionnaire universel d’histoire et de géographie, 1878 (lire sur Wikisource)
- Catalogue des antiquités et objets d'art composant le cabinet de feu M. le comte de Clarac, ... Vente 19 avril 1847... / [expert] Roussel -impr. et lithogr. de Maulde et Renou (Paris) [avec nécrologie extraite du Moniteur Universel du 30 janvier 1847]
- Alfred Maury, « Notice biographique sur le comte de Clarac », dans C.te de Clarac, Description historique et graphique du Louvre et des Tuileries, Paris, Impr. impériale, 1853 (lire en ligne), p. VII-XII
- notice Musée du Louvre
- Louis Gabriel Michaud, Biographie des hommes vivants: ou, Histoire par ordre alphabétique ...,, vol. 4, 1819, p. 266
- Ch. Gabet, Dictionnaire des artistes de l'École française au XIXe siècle, 1831